# زبیر نیک‌نفس
محمد زبیر نیک‌نفس (زادهٔ ۲۳ فروردین ۱۳۷۲) بازیکن فوتبال اهل ایران است که در پست هافبک دفاعی بازی می‌کند.

## زندگی شخصی
وی برادر ضیاءالدین نیک‌نفس بازیکن سابق پرسپولیس و صنعت نفت است و همچنین برادر کوچک تر وی به نام زهیر نیک نفس بازیکن باشگاه ورزش است.

## دوران باشگاهی

### صنعت نفت
زبیر نیک‌نفس فوتبال حرفه ای خود را از صنعت نفت شروع کرد و توانست از تیم های پایه این باشگاه به تیم بزرگسالان و لیگ برتر برسد.

### ذوب آهن
وی در ۲۹ خرداد ۱۳۹۷ با قراردادی دوساله به ذوب آهن اصفهان پیوست.

### فولاد
وی در ۲۳ دی ۱۳۹۸ به فولاد پیوست و شاگرد جواد نکونام در این تیم شد.

### استقلال
زبیر نیک‌نفس در ۳۰ مرداد ۱۴۰۰، بانظر فرهاد مجیدی و با عقد قراردادی دو ساله به تیم استقلال پیوست. زبیر نیک نفس پس از یک فصل حضور در استقلال درحالی که یکسال از قرارداد وی باقی مانده بود برای یکسال دیگر قرارداد خود را تمدید کرد.

## دوران ملی
زبیر نیک‌نفس در مرداد ۱۴۰۰  از سوی کادر فنی تیم ملی فوتبال ایران به  تیم ملی دعوت شد

## آمار باشگاهی
تا تاریخ ۲۵ اردیبهشت ۱۴۰۴
| باشگاه     | دسته       | فصل        | لیگ  | لیگ | جام حذفی | جام حذفی | آسیا | آسیا | سوپر جام | سوپر جام | مجموع | مجموع |
| باشگاه     | دسته       | فصل        | بازی | گل  | بازی     | گل       | بازی | گل   | بازی     | گل       | بازی  | گل    |
| ---------- | ---------- | ---------- | ---- | --- | -------- | -------- | ---- | ---- | -------- | -------- | ----- | ----- |
| استقلال    | لیگ برتر   | ۰۱–۱۴۰۰    | ۲۳   | ۰   | ۳        | ۰        | ۱    | ۰    | –        | –        | ۲۷    | ۰     |
| استقلال    | لیگ برتر   | ۰۲–۱۴۰۱    | ۱۷   | ۰   | ۳        | ۰        | –    | –    | ۰        | ۰        | ۲۰    | ۰     |
| استقلال    | لیگ برتر   | ۰۳–۱۴۰۲    | ۲۳   | ۰   | ۰        | ۰        | –    | –    | –        | –        | ۲۳    | ۰     |
| استقلال    | لیگ برتر   | ۰۴–۱۴۰۳    | ۱۸   | ۰   | ۲        | ۰        | ۷    | ۰    | –        | –        | ۲۷    | ۰     |
| مجموع آمار | مجموع آمار | مجموع آمار | ۸۱   | ۰   | ۸        | ۰        | ۸    | ۰    | –        | –        | ۹۷    | ۰     |

## افتخارات

### باشگاهی
فولاد خوزستان
- جام حذفی قهرمانی (۱): ۱۴۰۰–۱۳۹۹[۱۴]

استقلال
- لیگ برتر قهرمانی (۱): ۰۱–۱۴۰۰[۱۵]
- سوپر جام قهرمانی (۱): ۱۴۰۱[۱۶]
- جام حذفی قهرمانی (۱): ۰۴–۱۴۰۳